# مورچه‌خوار درختی جنوبی
مورچه‌خوار درختی جنوبی (نام علمی: Tamandua tetradactyla) نام یک گونه از سرده مورچه‌خوار درختی است.